# Stephen Fowler Hale

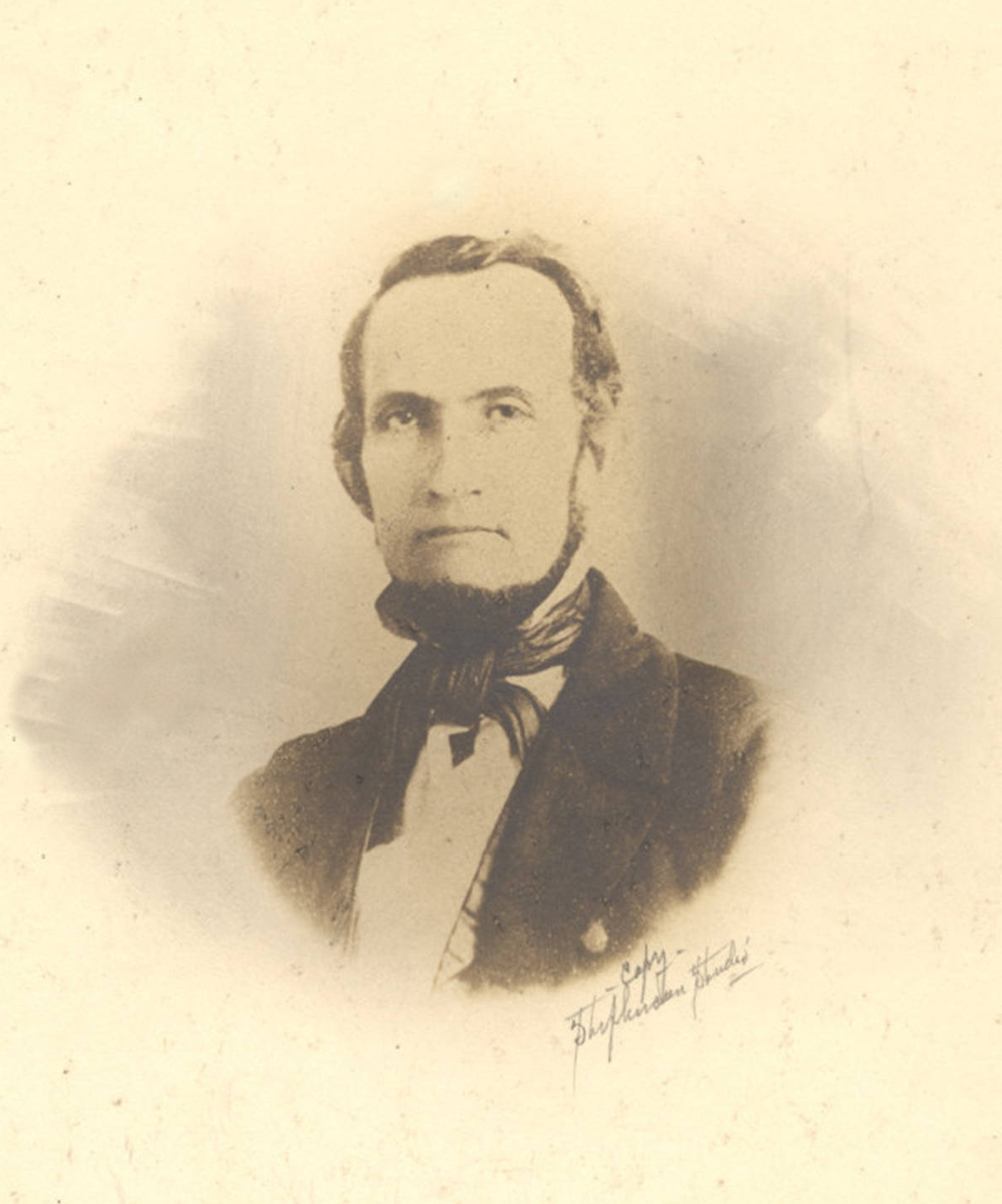
Stephen Fowler Hale

Stephen Fowler Hale (* 31. Januar 1816 in Crittenden County, Arkansas; † 18. Juli 1862 bei Richmond, Virginia) war ein amerikanischer Rechtsanwalt, Politiker und Offizier, der in der United States Army und der Konföderiertenarmee tätig war.

## Werdegang
Stephen Fowler Hale graduierte an der Cumberland University und kam 1837 nach Greene County, wo er an einer Schule unterrichtete. Er studierte Jura, bekam 1839 seine Zulassung als Anwalt und praktizierte anschließend bis 1843 in Eutaw, Alabama. Zu jener Zeit wurde er in die State Legislative von Alabama gewählt, wo er noch einmal zwischen 1857 und 1861 tätig war. Er diente während des Mexikanisch-Amerikanischen Kriegs (1846–1848) in der United States Army. 1853 kandidierte er erfolglos für das US-Repräsentantenhaus für den 4. Wahldistrikt von Alabama. Nach der Sezession von Alabama von den Nordstaaten, vertrat er jenen Staat im Provisorischen Konföderiertenkongress. Ferner diente er während des Amerikanischen Bürgerkriegs in der Konföderiertenarmee, wo er den Dienstgrad eines Colonels bekleidete.
Hale wurde bei der Schlacht von Seven Pines tödlich verwundet und verstarb dann bei Richmond. Anschließend wurde er auf dem Mesopotamia Cemetery in Eutaw, Alabama beigesetzt. Er war mit einer Schwester von Mr. F. M. Kirsey, dem Sheriff von Greene County, verheiratet. Das Paar hatte zwei gemeinsame Kinder, einen Sohn und eine Tochter, die mit dem Captain E. B. Vaughn aus Sumter County verheiratet war.
Das Hale County in Alabama ist nach ihm benannt.